# Qianshan
Qianshan (潜山市S) è una città-contea della Cina, situata nella provincia dell'Anhui.